# Eunomio
Eunomio (latino: Eunomius; greco: Εὐνόμιος; Dacora, ... – 393 circa) è stato un vescovo ariano e teologo greco antico, uno dei principali esponenti oltranzisti dell'arianesimo; i suoi seguaci, che come lui credevano che Gesù fosse di natura completamente diversa da quella di Dio, erano detti Anomei, Aeziani o, da Eunomio, Eunomiani.

## Biografia
Eunomio nacque a Dacora, in Cappadocia, all'inizio del IV secolo. Studiò teologia ad Alessandria d'Egitto sotto Ezio, per poi subire l'influenza di Eudossio, che lo ordinò diacono e lo raccomandò come vescovo di Cizico nel 360. Le posizioni fortemente ariane di Eunomio portarono a numerose lamentele, e dopo appena un anno dalla nomina, Eudossio dovette deporre Eunomio per volere dell'imperatore Costanzo II.
Durante i regni di Giuliano e Gioviano (360-364), Eunomio risiedette a Costantinopoli, a stretto contatto con Ezio, consolidando il gruppo di ariani a lui collegato e ordinando diversi vescovi. Nel 365 l'usurpatore Procopio si fece acclamare imperatore, sulla base dei suoi legami con la dinastia costantiniana: sia Ezio che Eunomio si schierarono con l'usurpatore contro l'imperatore Valente, ed Eunomio raggiunse una volta Procopio a Cizico per ottenere il rilascio di alcuni prigionieri. Successivamente Eunomio si stabilì nella propria villa a Calcedonia ma, avendo dato lì rifugio ad un Procopio braccato dalle truppe imperiali (366), fu in seguito bandito in Mauretania nel 367. Fu però richiamato prima che giungesse a destinazione.
Dopo la morte di Valente (378), Eunomio tornò attivamente alle dispute religiose. Prese casa in un sobborgo di Costantinopoli, celebrava cerimonie religiose in case private, attraeva numerosi fedeli, ottenne il sostegno di molti personaggi della corte e, soprattutto, ingaggiò uno scontro con Gregorio Nazianzeno, disputato pubblicando confutazioni delle opere dell'opponente. Eunomio scrisse un'apologia contro Basilio di Cesarea (autore di un Contro Eunomio), alla quale Gregorio di Nissa rispose con un'altra apologia che, già nel titolo, ricalcava quella di Basilio. Gregorio e Basilio sostengono che esiste un'unica sostanza divina in tre ipostasi personali: i nomi divini di Ingenerato (Dio Padre) e di Generato (Dio Figlio) non introducono alcuna subordinazione del Figlio al Padre, ma sono le loro proprietà individuanti (idiomata) all'interno della comune sostanza divina.
Nel frattempo era salito al trono Teodosio I, il quale tentò inizialmente di avvicinarsi a Eunomio, ma dovette rinunciare quando, nel 381, un concilio tenutosi a Costantinopoli condannò definitivamente la posizione di Eunomio. L'imperatore diede al teologo una ultima possibilità di salvarsi, nel 383, concedendogli di presentargli una professione di fede; ricevutala, Teodosio la rigettò, promulgò diversi editti che fecero terra bruciata tra i sostenitori di Eunomio e, infine, bandì il teologo in una città nei pressi del Danubio. La città fu però conquistata dai Goti, ed Eunomio fu bandito in Cappadocia.
Dopo la sua morte, Eutropio ordinò che il corpo di Eunomio fosse portato a Tiana e che i suoi scritti fossero bruciati.

## Opere e pensiero
Gli scritti di Eunomio erano tenuti in gran considerazione dagli ariani. La loro influenza era così temuta dai niceani che furono promulgati diversi editti imperiali che ne ordinavano la distruzione; per questo motivo né il suo commento alla Lettera ai Romani, menzionato da Socrate Scolastico, né le sue lettere, di cui parlano Filostorgio e Fozio, si sono conservati. La sua prima opera apologetica, scritta probabilmente intorno al 360 o al 365, è stata interamente ricostruita dalla refutazione che ne fece Basilio di Cesarea. Una seconda apologia, scritta prima del 379, esiste solo nelle citazioni che ne dà Gregorio di Nissa nella sua refutazione. La sua professione di fede, richiesta da Teodosio I, è invece ancora esistente.
Gli insegnamenti della scuola anomeana, guidata da Ezio ed Eunomio, prendono avvio dal concetto di Dio come creatore, e affermano che tra creatore e creato non ci può essere somiglianza reale, ma solo morale. Secondo Socrate Scolastico, Eunomio mise in pratica le proprie conclusioni teologiche modificando la formula battesimale: invece di battezzare in nome della trinità, battezzava nel nome del creatore e della morte di Cristo; questa deviazione era così radicale che gli Eunomiani che si convertivano al credo niceno erano ribattezzati, a differenza di quanto accadeva agli altri ariani.